# Neoturris brevicornis
Neoturris brevicornis är en nässeldjursart som först beskrevs av Murbach och Carol Ann Shearer 1902.  I den svenska databasen Dyntaxa används istället namnet Leuckartiara breviconis. Enligt Catalogue of Life ingår Neoturris brevicornis i släktet Neoturris och familjen Pandeidae, men enligt Dyntaxa är tillhörigheten istället släktet Leuckartiara och familjen Pandeidae. Arten är reproducerande i Sverige. Inga underarter finns listade i Catalogue of Life.